# Distretto di Deražnja
Il distretto di Deražnja (in ucraino Деражнянський район?, Deražnjans'kyj raion) è un distretto dell'Ucraina situato nell'oblast' di Chmel'nyc'kyj; ha per capoluogo Deražnja e conta 32.955 abitanti (dati 2001).
Il rajon di Deražnja è suddiviso in:
- 1 città: Deražnja (centro amministrativo)
- 2 città di supplenza amministrativa  Vovkovynci e Lozove
- 27 comuni, tra cui Korživci